# Jean-Claude Usunier
Jean-Claude Usunier (* 24. Juli 1951 in Vernon, Frankreich) ist ein französischer Wirtschaftswissenschaftler.

## Leben
Usunier ist Marketing-Professor an der „École des Hautes Études Commerciales“ (HEC) (Lausanne, Schweiz) und Direktor des "Institute of International Management of the University of Lausanne (IUMI)". 
Jean-Claude Usunier ist Autor verschiedener Bücher über Marketing und Kultur. Zu seinen Werken zählten unter anderem: International Marketing: A Cultural Approach, Marketing Across Cultures und International and Cross-Cultural Management Research.